# La reina Margot (novela)
La reina Margot (en Francés: La Reine Margot) es una novela escrita en 1845 por Alexandre Dumas padre, en colaboración 
con Auguste Maquet. Se ubica en París, en agosto de 1572, durante el reinado de Carlos IX (un miembro de la dinastía Valois) y las guerras de religión de Francia. La protagonista de la novela es Margarita de Valois, hija de la mal afamada Catalina de Médici y el fallecido Rey Enrique II, y se centra en su historia durante la matanza del Día de San Bartolomé, especialmente en su aventura romántica con el protestante La Mole y su matrimonio con Enrique IV.
Esta novela forma parte de la llamada Trilogía de los Valois, junto a La dama de Monsoreau y Los Cuarenta y Cinco
A pesar de que los personajes y acontecimientos son históricamente correctos, existen ciertas inexactitudes en la novela de Dumas, que los historiadores han reducido a «licencia artística» y al hecho de que el autor pudo haber sido influenciado por propaganda en contra de ciertos personajes, específicamente la reina Catalina. 
Una versión de esta novela fue llevada al teatro por el propio Dumas en un drama en cinco actos, que fue escogido por el autor para la inauguración de su Teatro Histórico el 20 de febrero de 1847. Fue un acontecimiento muy importante en las artes francesas. 
Muchas películas se han basado en la novela, incluyendo:
- La Reine Margot (1910)
- La Reine Margot (1954)
- La Reine Margot (1994), una película de 1994 protagonizada por Isabelle Adjani y Daniel Auteuil. La película fue nominada al Oscar por mejor diseño de vestuario.